# Ramón Eguiazábal
Ramón Eguiazábal Berroa (*Irún, País Vasco, España,  14 de abril de 1896 - y fallecido en Lyon, Francia en 1939), deportivamente conocido como Eguiazábal, fue un futbolista internacional español. Jugaba como centrocampista  y militó en el Real Unión de Irún y en el  Real Club Deportivo Espanyol. Fue integrante de la primera Selección Española de fútbol que obtuvo la medalla de plata en los Juegos Olímpicos de Amberes 1920.

## Selección nacional
Fue internacional con la Selección de fútbol de España en tres ocasiones.
Fue uno de los componentes de la plantilla de la selección española que obtuvo la medalla de plata en Amberes 1920.
Eguiazábal disputó tres partidos durante aquellos Juegos Olímpicos.

### Participaciones en Juegos Olímpicos
| Torneo                   | Sede    | Resultado        |
| ------------------------ | ------- | ---------------- |
| Juegos Olímpicos de 1920 | Amberes | Medalla de plata |

## Clubes
| Club                        | País   | Año       |
| --------------------------- | ------ | --------- |
| Real Unión de Irún          | España | 1917-1918 |
| Real Club Deportivo Español | España | 1918-1919 |
| Real Unión de Irún          | España | 1919-?¿   |

## Títulos

### Campeonatos nacionales
- Dos Copa del Rey con el Real Unión de Irún en el año 1918 y 1924.